# Samolot

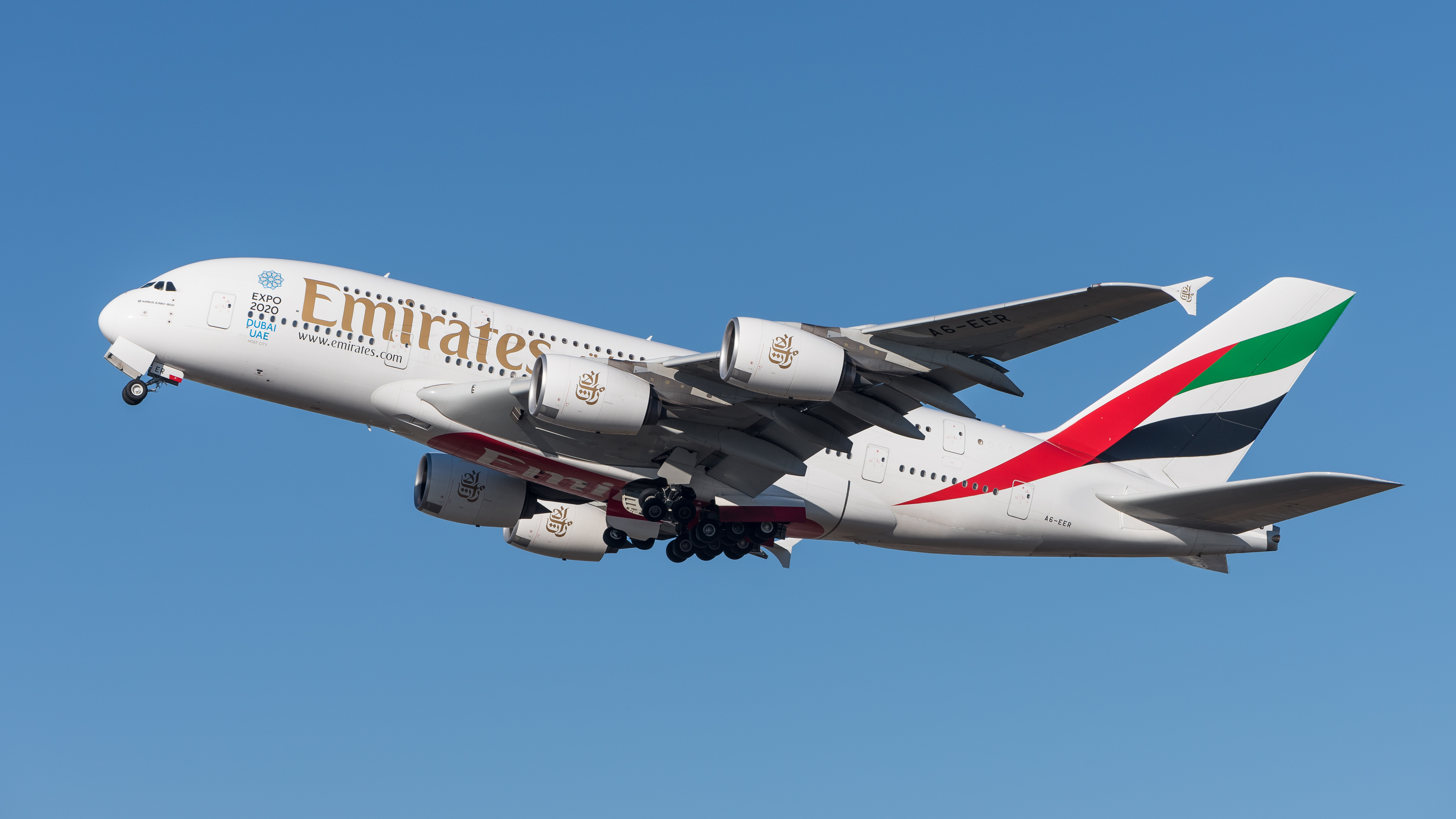
Samolot pasażerski Airbus A380

Samolot – załogowy bądź bezzałogowy statek powietrzny cięższy od powietrza (aerodyna), utrzymujący się w powietrzu dzięki sile nośnej wytwarzanej za pomocą nieruchomych, w danych warunkach, względem statku skrzydeł. Ciąg potrzebny do utrzymania prędkości w locie poziomym wytwarzany jest przez jeden lub więcej silników.
Wyróżnia się dwa rodzaje napędów:
- śmigłowy, w którym moment obrotowy silnika zamieniany jest na ciąg za pomocą śmigła; do takiego napędu stosuje się silniki tłokowe lub turbinowe,
- odrzutowy, w którym ciąg wytwarzany jest bezpośrednio w silniku; zwykle stosuje się silniki turboodrzutowe, silniki rakietowe wykorzystywane są głównie w konstrukcjach eksperymentalnych lub jako napęd pomocniczy przy starcie.

## Historia samolotu

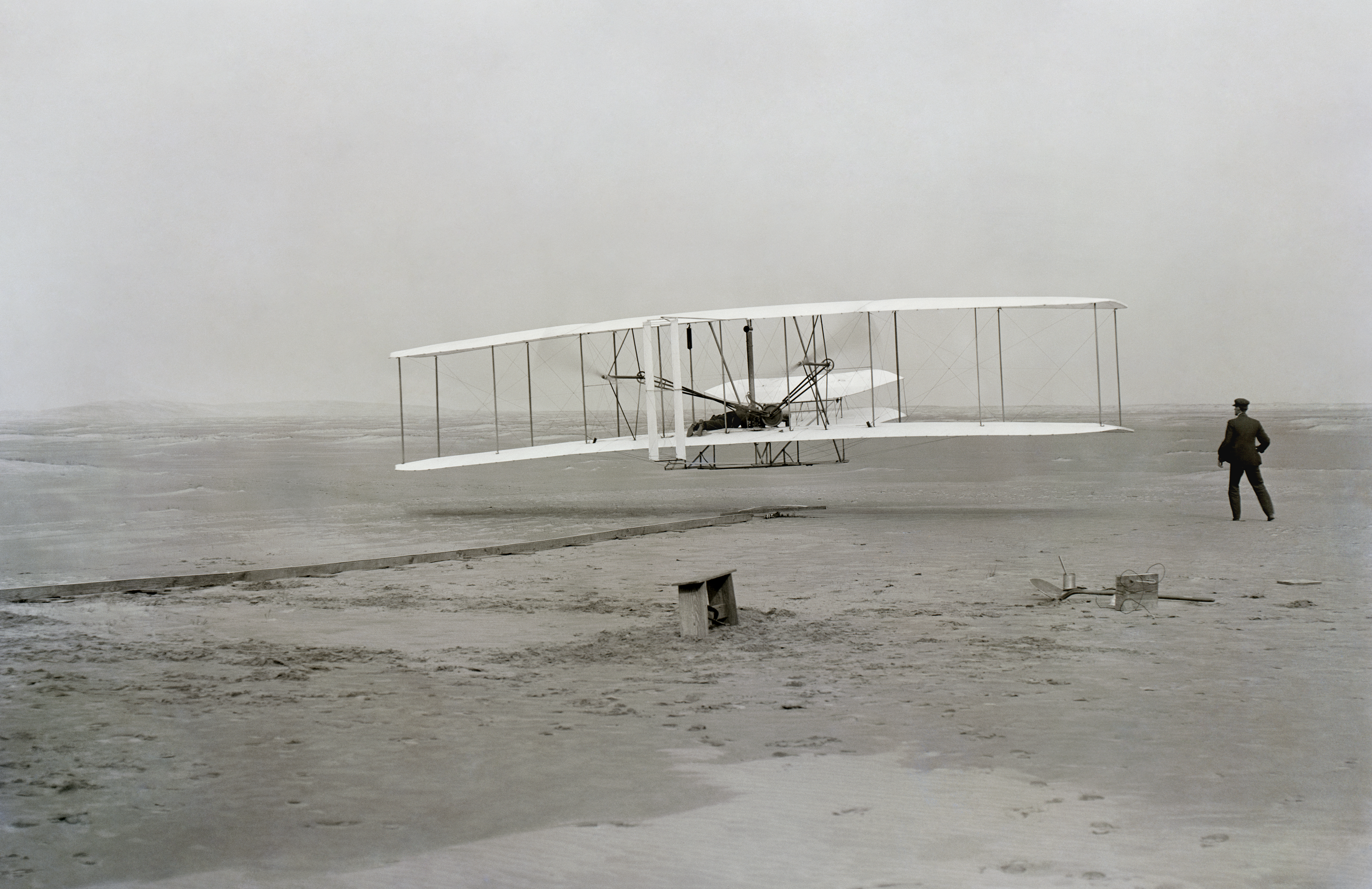
Samolot braci Wright podczas pierwszego lotu

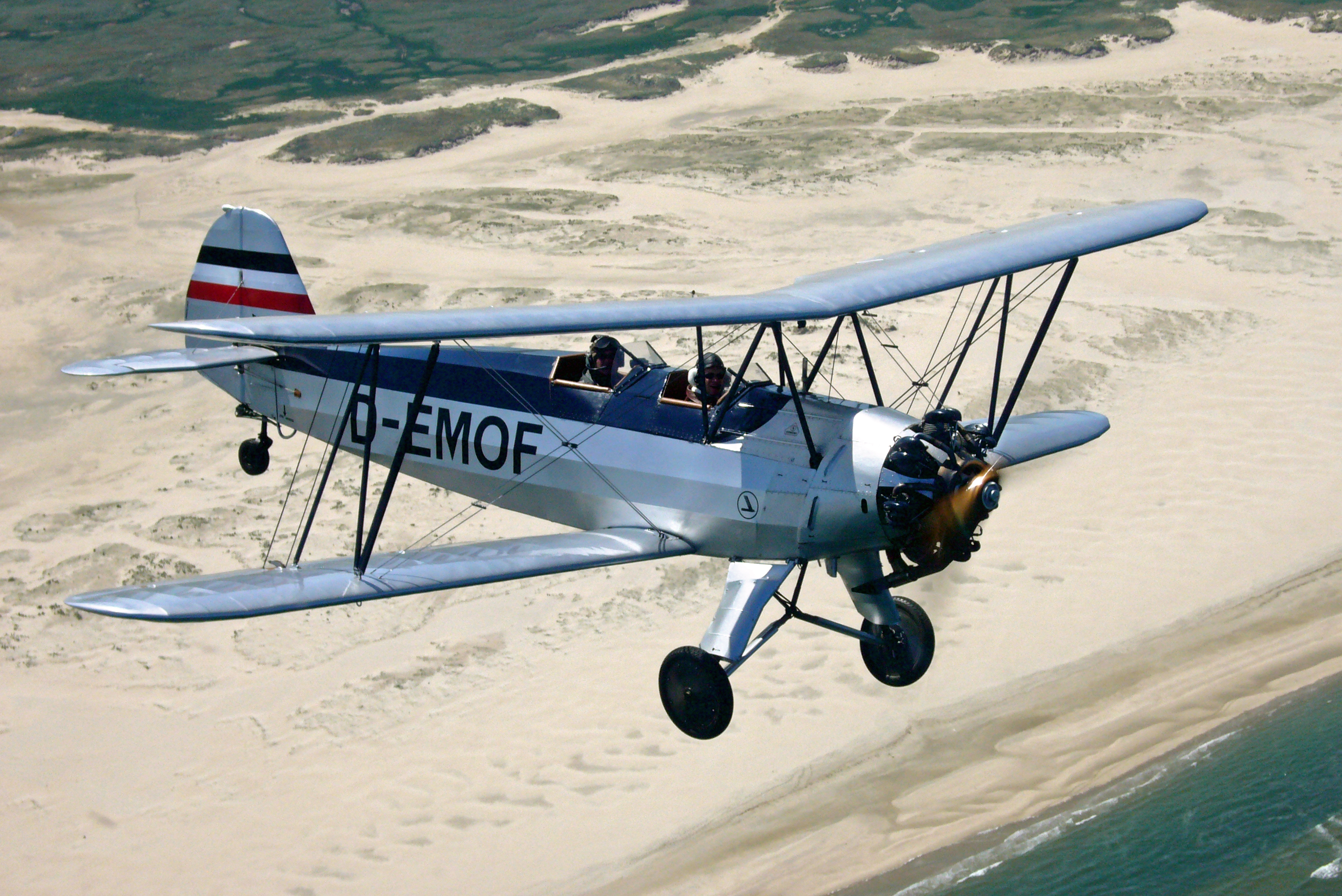
Dwupłatowiec Focke-Wulf Fw 44

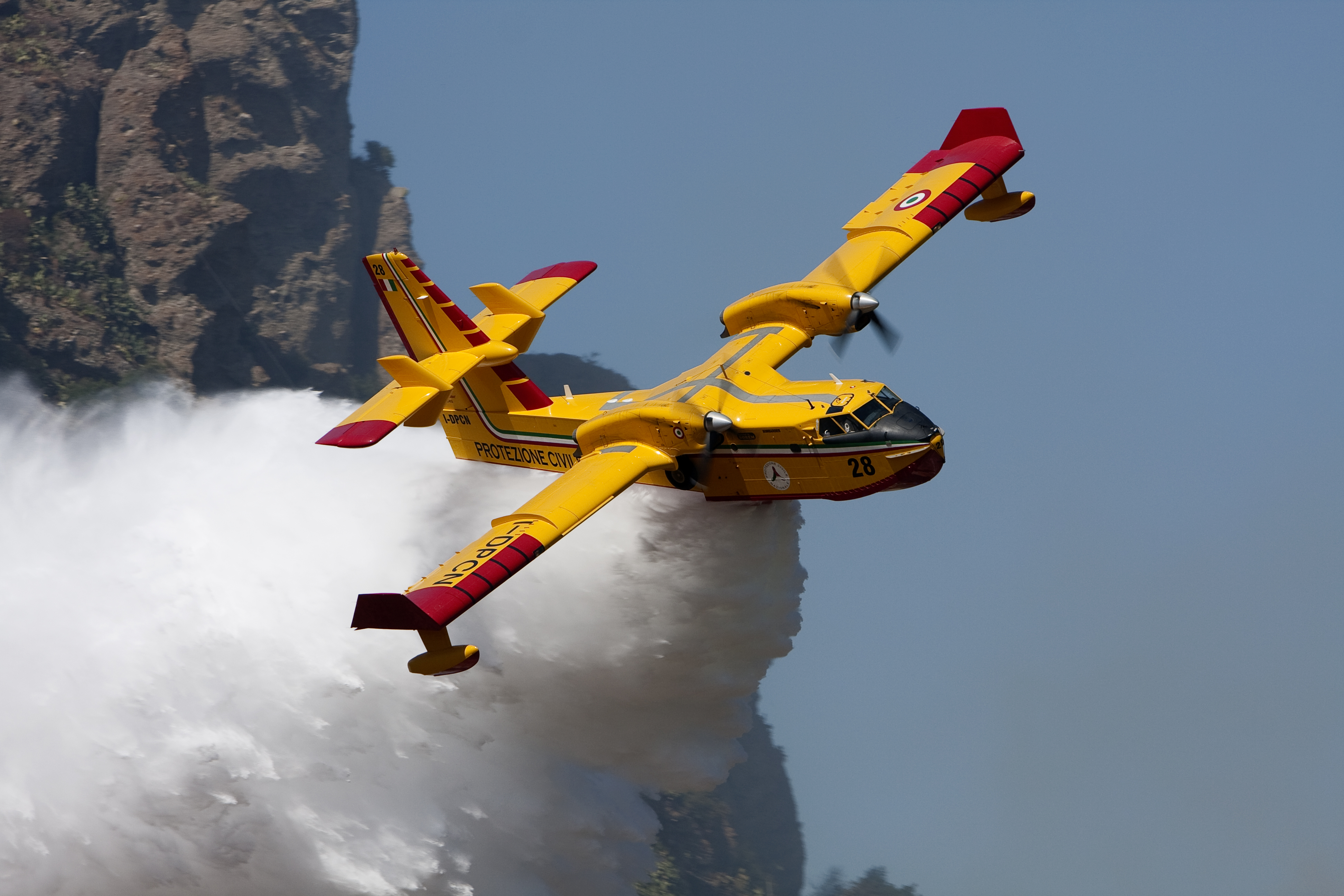
Samolot pożarniczy Bombardier 415

Ludzie od niepamiętnych czasów marzyli o lataniu. Na podstawie obserwacji ptaków Leonardo da Vinci (1452–1519) zaprojektował pierwszą lotnię. Pionierzy latania, tacy jak Niemiec Otto Lilienthal (1848–1896), udowodnili, że szybowiec może wynieść człowieka w powietrze.
Pod koniec XIX w. wielu wynalazców próbowało skonstruować samolot, czyli szybowiec z napędem. Udało się to dwóm Amerykanom braciom Orville’owi (1871–1948) i Wilburowi (1867–1912) Wrightom, którzy zbudowali samolot poruszany silnikiem tłokowym i w 1903 roku dokonali pierwszego kontrolowanego przelotu. Trwał on 12 sekund. Tego samego dnia bracia dokonali kolejnych trzech przelotów, w których samolot przeleciał 270 metrów, a najdłuższy lot trwał 59 sekund. Ten rok uznaje się za początek ery samolotów. Bracia Wright nie byli jednak pierwszymi, którzy zasłużyli się na polu budowy samolotów. Pierwszym człowiekiem, o którym można powiedzieć, że podróżował na pokładzie samolotu, był Clément Ader (1841–1925), który wzniósł się maszyną napędzaną silnikiem parowym.
Pierwsze prace nad silnikiem odrzutowym prowadzono w latach 30. XX wieku. Silniki tłokowe okazały się niezbyt przydatne przy dużych prędkościach oraz na znacznych wysokościach, gdzie powietrze jest rozrzedzone. Potrzebny był nowy typ silnika. Już w latach 30. XX w. brytyjski inżynier Frank Whittle (1907–1996) opatentował projekt silnika odrzutowego, ale pierwszym odrzutowcem był niemiecki Heinkel He 178, poddany próbom w 1939 roku. Brytyjskie i amerykańskie odrzutowce pojawiły się niedługo potem, w czasie drugiej wojny światowej. Dzisiejsze tego typu samoloty mogą pokonać barierę prędkości dźwięku.
Polską nazwę „samolot” wprowadził Władysław Umiński, używając jej po raz pierwszy w swojej powieści Samolotem naokoło świata z 1911.

## Cechy konstrukcyjne samolotów

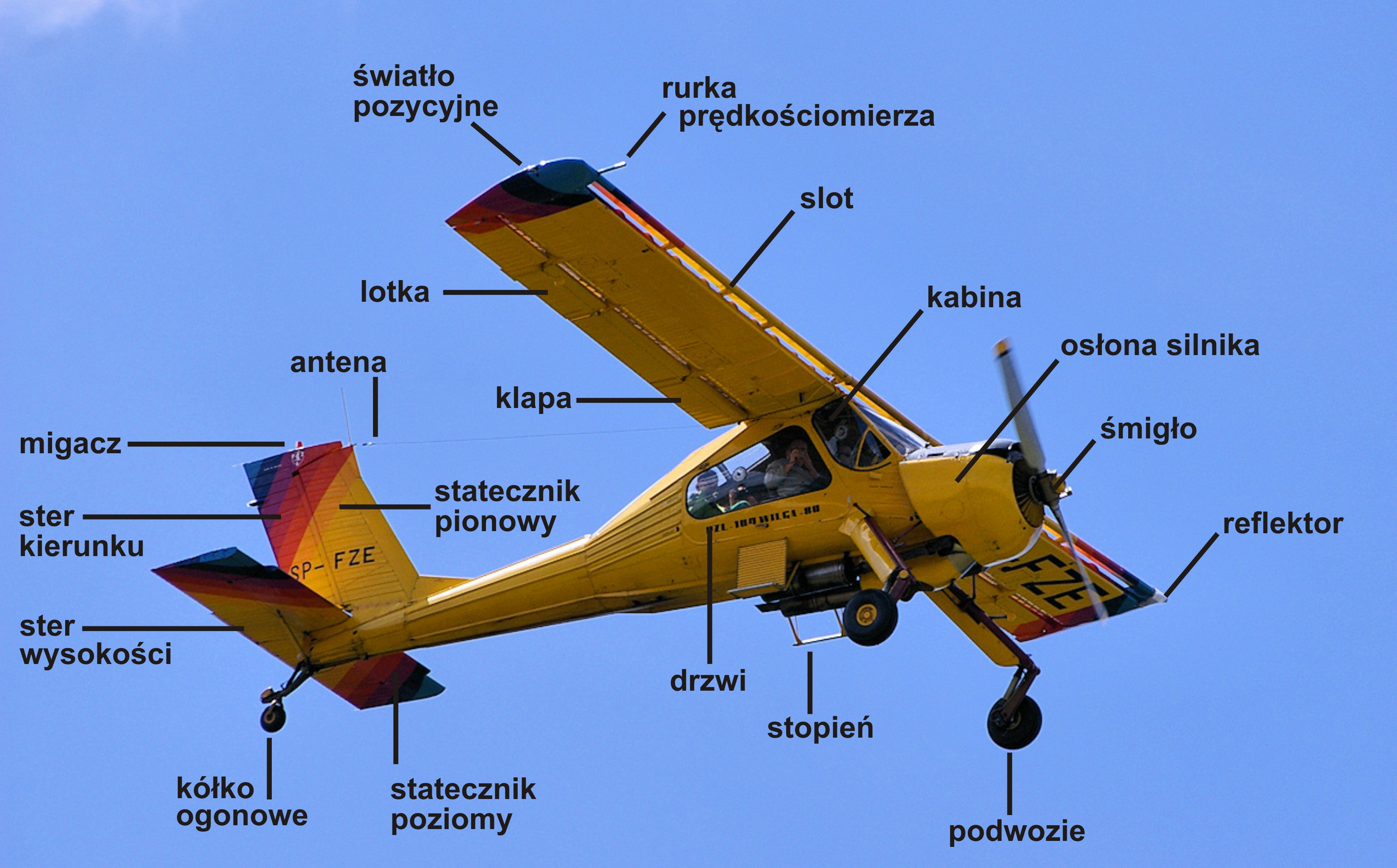
Elementy konstrukcji na przykładzie samolotu PZL-104 Wilga

Ogólne określenie charakterystycznych rozwiązań zastosowanych przy budowie określonego samolotu.
Mogą dotyczyć między innymi:
- liczby płatów – są to samoloty:
  - jednopłatowe,
  - półtorapłatowe,
  - dwupłatowe,
  - trójpłatowe;

- umocowania na kadłubie głównego płatu – są to samoloty:
  - dolnopłaty,
  - średniopłaty,
  - górnopłaty – specjalną odmianą górnopłatu jest płat Puławskiego polskiej konstrukcji;
- liczby zamontowanych silników – są to samoloty:
  - jednosilnikowe,
  - wielosilnikowe:
    - dwusilnikowe,
    - trójsilnikowe,
    - czterosilnikowe

- liczby kadłubów – są to samoloty:
  - jednokadłubowe,
  - dwukadłubowe (tzw. latająca rama, belkowiec),
  - bezkadłubowe (tzw. latające skrzydło – rzadko spotykane);
- umocowania płatu – są to samoloty:
  - wolnonośne,
  - zastrzałowe;
- rodzaju podwozia – są to samoloty:
  - z podwoziem stałym,
  - z podwoziem chowanym;
- przeznaczenia:
  - towarowe,
  - pasażerskie,
  - cywilne,
  - osobiste,
  - turystyczne,
  - rozpoznawcze,
  - patrolowe,
  - poszukiwania okrętów podwodnych,
  - szturmowe,
  - walki radioelektronicznej,
  - szkolno-treningowe,
  - sportowe,
  - rekordowe,
  - ratownicze,
  - sanitarne,
  - transportowe,
  - bombowe,
  - myśliwskie:
    - myśliwce bombardujące,
    - myśliwce przechwytujące,
    - myśliwce przewagi powietrznej,
    - myśliwce dzienne,
    - myśliwce nocne,
    - myśliwce wielozadaniowe;

  - wielozadaniowe samoloty bojowe,
  - samoloty zwalczania okrętów podwodnych;

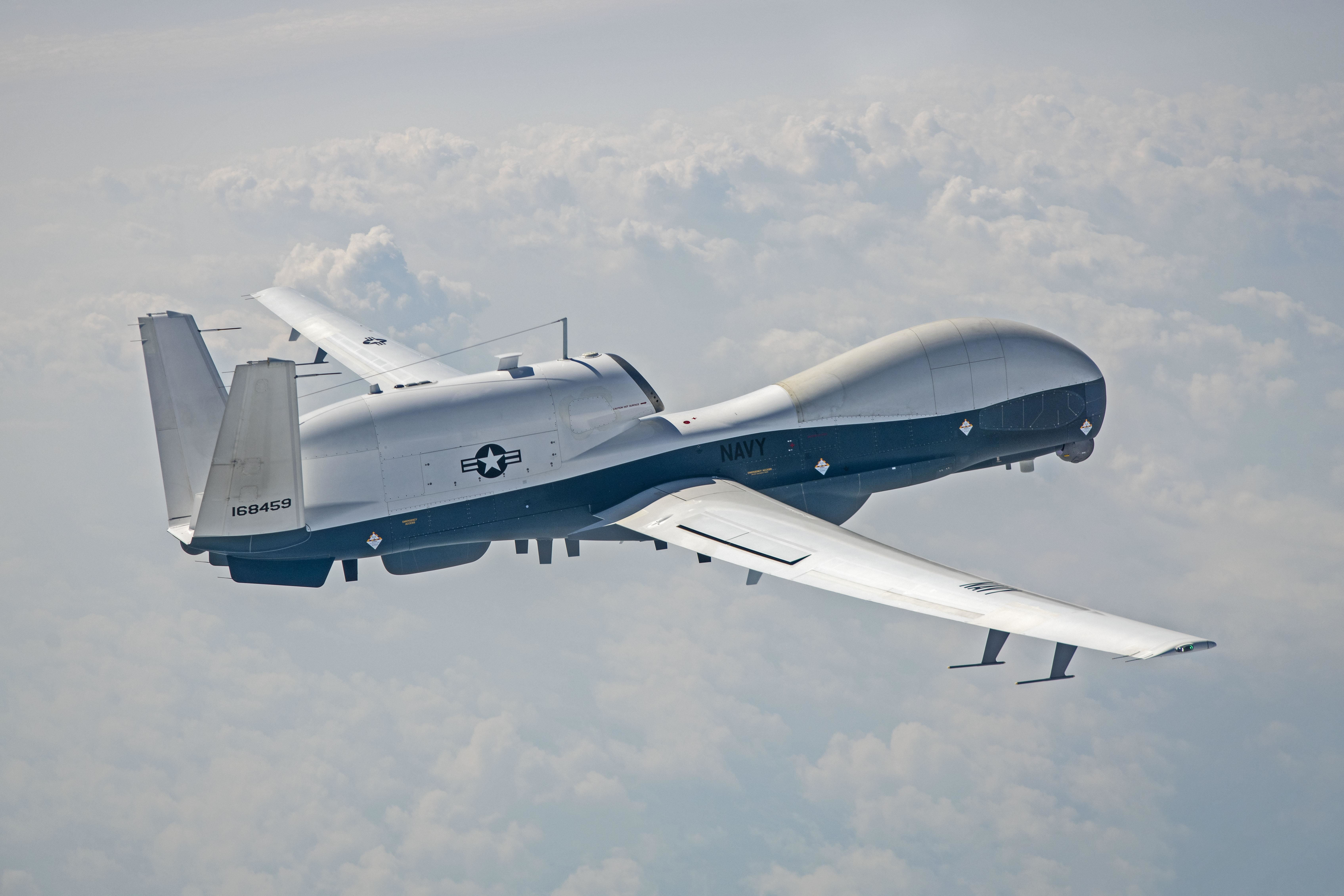
Samolot bezzałogowy MQ-4C Triton

- sposobu prowadzenia – są to samoloty:
  - załogowe,
  - bezzałogowe;
- sposobu startu i lądowania:
  - konwencjonalnego startu i lądowania,
  - krótkiego startu i lądowania,
  - krótkiego startu i pionowego lądowania,
  - pionowego startu i lądowania,
  - pionowego startu i konwencjonalnego lądowania,
  - pionowego lub krótkiego startu i lądowania,
  - startu katapultowego i lądowania konwencjonalnego lub krótkiego,
  - lądowania z użyciem linii hamujących,
  - startu wspomaganego katapultą,
  - startu wspomaganego dodatkowym silnikiem odrzutowym,
  - startu wspomaganego rakietą startową,
  - samoloty wystrzeliwane z wyrzutni.